# Materija
Materija – wieś w Słowenii, w gminie Hrpelje-Kozina. 1 stycznia 2017 liczyła 61 mieszkańców.